# Epiphragma caribicum
Epiphragma caribicum är en tvåvingeart som beskrevs av Alexander 1970. Epiphragma caribicum ingår i släktet Epiphragma och familjen småharkrankar.
Artens utbredningsområde är Dominica. Inga underarter finns listade i Catalogue of Life.